# Tapacul cantaire
El tapacul cantaire (Scytalopus parvirostris) és una espècie d'ocell de la família dels rinocríptids (Rhinocryptidae).

## Hàbitat i distribució
Habita el sotabosc dels boscos de muntanya del vessant oriental dels Andes des del nord-est del Perú (Amazones al sud i est del riu Marañón), cap al sud fins Bolívia central.